# A Night at the Opera (퀸의 음반)
| 전문가 평가                   | 전문가 평가 |
| 평가 점수                     | 평가 점수   |
| 출처                          | 점수        |
| ----------------------------- | ----------- |
| AllMusic                      | [ 1 ]       |
| Chicago Tribune               | [ 2 ]       |
| Christgau's Record Guide      | B−          |
| Encyclopedia of Popular Music | [ 4 ]       |
| MusicHound Rock               | 4.5/5       |
| Pitchfork                     | 8.9/10      |
| PopMatters                    | 9/10        |
| Q                             | [ 8 ]       |
| The Rolling Stone Album Guide | [ 9 ]       |
| Uncut                         | [ 10 ]      |

《A Night at the Opera》는 영국의 EMI 레코드와 미국의 엘렉트라 레코드가 1975년 11월 21일에 발매한 영국의 록 밴드 퀸의 네 번째 스튜디오 음반이다. 로이 토머스 베이커와 퀸이 프로듀싱한 이 음반은 발매 당시 녹음된 음반 중 가장 비싼 음반이었다고 한다. 이 음반의 제목은 마르크스 형제의 영화 《오페라의 밤》에서 따왔다.
이 음반은 1975년 4개월 동안 여러 스튜디오에서 녹음되었다. 관리 문제로 인해 퀸은 이전 음반으로 벌어들인 돈을 거의 받지 못했다. 이후 트라이던트 스튜디오와의 계약을 끝내고 음반에 스튜디오를 사용하지 않았다(전년에 녹음된 〈God Save the Queen〉만 예외로 한다). 그들은 멀티트랙 레코딩을 광범위하게 사용하는 복잡한 프로듀싱을 사용했고, 그 곡들은 발라드, 뮤직 홀, 딕시랜드, 하드 록과 프로그레시브 록의 영향과 같은 광범위한 스타일을 통합했다. 퀸은 그들의 통상적인 장비 외에도 콘트라베이스, 하프, 우쿨렐레 등 다양한 악기를 사용하였다.
발매되자마자 이 음반은 4주 연속 영국 음반 차트에서 1위를 차지했다. 이 음반은 미국 빌보드 200 차트에서 4위로 정점을 찍었고, 미국에서 이 밴드의 첫 번째 플래티넘 음반이 되었다. 이 음반의 전 세계 판매량은 6백만 장 이상이다. 또한 이 밴드는 영국에서 가장 성공적인 싱글인 〈Bohemian Rhapsody〉를 프로듀싱했으며, 이 싱글은 영국과 세계 모두에서 그들의 첫 번째 영국 싱글이자 가장 잘 팔리는 싱글 중 하나가 되었다.
비평가들로부터의 현대적 리뷰는 혼합되었고, 그것의 제작과 다양한 음악 테마를 향한 찬사는 물론, 그것을 퀸을 세계적인 슈퍼스타로 세운 음반으로 인식했다. 1977년 듀오, 그룹 또는 합창단에 의해 최고의 팝 보컬로 두 개의 그래미 어워드 후보에 올랐다. 회고적 리뷰는 그것을 퀸의 걸작, 록 음악 역사상 가장 위대한 음반 중 하나로 환영했다. 2003년에 《롤링 스톤》은 이 음반을 역사상 가장 위대한 음반 500장 중 231위 순위로 매겼다. 2018년에는 그래미 명예의 전당에 헌액되었다.

## 녹음 및 제작
퀸은 트라이던트와 결별한 프로듀서 로이 토머스 베이커와 엔지니어 마이크 스톤과 함께 일했다. 1978년 《Jazz》가 나올 때까지 베이커와 함께 일한 것은 이번이 마지막이었다. 당시 19살이었고 《Sheer Heart Attack》의 두 곡의 테이프 오퍼레이터였던 게리 랭건은 음반의 보조 엔지니어로 승진했다. 이 음반은 추정 비용이 40,000파운드 (2023년 357,000파운드)로 당시 만들어진 음반 중 가장 비싼 것으로 보고되었다.
이 음반은 4개월 동안 7개의 다른 스튜디오에서 녹음되었다. 퀸은 1975년 여름 한 달 동안 서리주의 리지 팜 스튜디오가 될 헛간에서 리허설을 하며 보냈다. 그리고 나서 이 그룹은 녹음이 시작되기 전에 헤리퍼드셔주 킹턴 근처의 임대 주택에서 3주간의 작사, 작곡 및 리허설 세션을 가졌다.}} 1975년 8월부터 9월까지, 그 그룹은 몬머스셔의 록필드 스튜디오에서 일했다. 11월까지 계속된 나머지 녹음 세션 동안 그룹은 랜스다운, 삼 스튜디오, 라운드하우스, 스콜피오 사운드, 올림픽 스튜디오에서 녹음했다. 트라이던트와의 계약이 종료되었기 때문에 트라이던트 스튜디오는 녹음 중에 사용되지 않았다. 트라이던트에서 녹음된 음반의 유일한 곡은 밴드가 Sheer Heart Attack Tour에 착수하기 직전인 작년 10월 27일에 녹음된 〈God Save the Queen〉뿐이었다.

## 개요
이 음반은 프로그레시브 록, 팝, 헤비 메탈, 하드 록, 아방팝과 제휴했다. 그것은 포크, 스키플, 영국 캠프와 뮤직홀, 재즈와 오페라를 포함한 다양한 영향력을 포함한다. 각 멤버는 적어도 한 곡의 머큐리가 다섯 곡을 썼고, 메이는 네 곡을 썼고, 테일러와 디콘은 각각 한 곡을 썼다. 마지막 트랙은 메이가 편곡자로 인정받은 영국 국가인 〈God Save the Queen〉의 기악 커버였다.
그들의 첫 두 음반에서 퀸의 작곡 대부분은 컨템포러리 프로그레시브 록과 헤비 메탈을 결합했고, 이는 밴드에 대한 "예스를 만난 레드 제플린" 설명으로 이어졌다. 하지만, 《Sheer Heart Attack》을 시작으로, 퀸은 그들의 일상 생활에서 영감을 얻기 시작했고, 《A Night at the Opera》가 계속될 유행인 더 많은 주류 음악 스타일을 받아들였다. 서정적인 주제들은 공상 과학 소설과 판타지에서부터 비통함과 로맨스에 이르기까지 다양했으며, 종종 유머 감각이 있는 혀를 가지고 있다. 《위니펙 프리 프레스》는 그룹이 "매력적이고 종종 가슴 아픈 가사와 매력적으로 편곡된 멜로디"를 혼합했다고 언급했다.

## 곡 목록
언급하지 않는 한 모든 리드 보컬은 프레디 머큐리이다.
| #  | 제목                                    | 작사·작곡     | 리드 보컬 | 재생 시간 |
| -- | --------------------------------------- | ------------- | --------- | --------- |
| 1. | 〈Death on Two Legs (Dedicated to...)〉 | 프레디 머큐리 |           | 3:43      |
| 2. | 〈Lazing on a Sunday Afternoon〉        | 머큐리        |           | 1:08      |
| 3. | 〈I'm in Love with My Car〉             | 로저 테일러   | 테일러    | 3:05      |
| 4. | 〈You're My Best Friend〉               | 존 디콘       |           | 2:50      |
| 5. | 〈'39〉                                 | 브라이언 메이 | 메이      | 3:30      |
| 6. | 〈Sweet Lady〉                          | 메이          |           | 4:01      |
| 7. | 〈Seaside Rendezvous〉                  | 머큐리        |           | 2:13      |

| #  | 제목                   | 작사·작곡         | 리드 보컬 | 재생 시간 |
| -- | ---------------------- | ----------------- | --------- | --------- |
| 1. | 〈The Prophet's Song〉 | 메이              |           | 8:21      |
| 2. | 〈Love of My Life〉    | 머큐리            |           | 3:38      |
| 3. | 〈Good Company〉       | 메이              | 메이      | 3:26      |
| 4. | 〈Bohemian Rhapsody〉  | 머큐리            |           | 5:57      |
| 5. | 〈God Save the Queen〉 | 민요, 메이 (편곡) | (기악)    | 1:11      |

## 인증
| 국가                                                                                         | 인증        | 판매량/출하량 |
| -------------------------------------------------------------------------------------------- | ----------- | ------------- |
| 아르헨티나 (CAPIF)                                                                           | 플래티넘    | 60,000^       |
| 아르헨티나 (CAPIF) Hollywood Records release                                                 | 플래티넘    | 60,000^       |
| 오스트리아 (IFPI 오스트리아)                                                                 | 골드        | 25,000*       |
| 캐나다 (뮤직 캐나다)                                                                         | 플래티넘    | 100,000^      |
| 덴마크 (IFPI Danmark)                                                                        | 골드        | 50,000        |
| 핀란드 (Musiikkituottajat)                                                                   | 골드        | 20,000        |
| 독일 (BVMI)                                                                                  | 플래티넘    | 500,000^      |
| 이탈리아 (FIMI)                                                                              | 골드        | 25,000        |
| 일본 (오리콘 차트)                                                                           | —           | 150,000       |
| 폴란드 (ZPAV) 2008 Agora SA album reissue                                                    | 2× 플래티넘 | 40,000*       |
| 영국 (BPI)                                                                                   | 플래티넘    | 300,000^      |
| 미국 (RIAA)                                                                                  | 3× 플래티넘 | 3,000,000^    |
| *판매량을 기반으로 한 인증 · ^출하량을 기반으로 한 인증 · 판매량+스트리밍을 기반으로 한 인증 |             |               |